# Octan izoamylu
Octan izoamylu (octan izopentylu), (CH3)2CHCH2CH2OAc – organiczny związek chemiczny, ester kwasu octowego i alkoholu izoamylowego. Jest izomerem octanu amylu. Jest bezbarwną cieczą o silnym zapachu owocowym, słabo rozpuszczalną w wodzie i rozpuszczalną w większości rozpuszczalników organicznych. Występuje jako składnik zapachowy wielu owoców, a w przypadku bananów jest ich głównym komponentem zapachowym. Stosowany jest m.in. jako substancja nadająca potrawom aromat bananów. Jest także feromonem alarmowym pszczół oraz feromonem, kairomonem i allomonem niektórych much i chrząszczy.

## Otrzymywanie
Octan izoamylu jest otrzymywany w wyniku katalizowanej kwasami estryfikacji pomiędzy alkoholem izoamylowym a kwasem octowym (estryfikacja Fischera). Najczęściej jako katalizator stosowany jest kwas siarkowy: